# 2010년 선댄스 영화제
제26회 선댄스 영화제는 2010년 1월 21일에 열린 시상식이다.

## 수상 및 후보

### 심사위원대상(미국 드라마)
- 윈터스 본 - 데브라 그래닉 수상
- 3 백야드 - 에릭 멘델손
- 블루 발렌타인 - 데릭 시엔프랜스
- 듀쉐백 - 드레이크 도리머스
- 해피 땡큐 유 모어 프리즈 - 조쉬 래드너
- 히셔 - 스펜서 서저
- 홀리 롤러스 - 케빈 애쉬
- 하울 - 롭 엡스타인
- 러버스 오브 헤이트 - 브라이언 포이저
- 나이트 캐치 어스 - 타냐 해밀턴
- 옵셀리디아 - 다이안 벨
- 스케이트랜드 - 안소니 번스
- 심퍼시 포 딜리셔스 - 마크 러팔로
- 드라이 랜드 - 라이언 피어스 윌리엄스
- 제정주의자는 아직 살아있다! - 지나 듀라
- 웰컴 투 더 릴리스 - 제이크 스콧

### 심사위원대상(미국 다큐멘터리)
- 레스트레포 - 팀 헤더링톤 외 1명 수상
- 12번째 앤 델러웨어 - 헤이디 이윙 외 1명
- 스몰 액트 - 제니퍼 아놀드
- Benazir Bhutto - Johnny O'Hara 외1명
- 캐지노 잭 앤 더 유나이티드 스테이즈 오브 머니 - 알렉스 기브니
- 패밀리 어페어 - 치코 콜바드
- 프리덤 라이더스 - 스탠리 넬슨
- 아임 팻 탤맨 - 아미르 바-레브
- 진-미쉘 바스키아: 더 레이디언트 차일드 - 탐라 데이비스
- 조앤 리버스: 어 피스 오브 워크 - 릭키 스턴
- 럭키 - 제프리 블리츠
- 마이 페레스토로이카 - 로빈 헤스먼
- 스매시 히스 카메라 - 레온 게스트
- 서약 - 로라 포이트러스
- 웨이팅 포 슈퍼맨 - 데이비스 구겐하임
- 가스랜드 - 조쉬 폭스

### 심사위원대상(월드시네마 드라마틱)
- 애니멀 킹덤 - 데이비드 미쇼 수상
- 보이 - 타이카 와이티티
- 채식주의자 - 임우성
- 그대 떠나면 - 하비에르 푸엔테스-레온
- 더 맨 넥스트 도어 - 마리아노 콘 외 1명
- 포 라이온스 - 크리스토퍼 모리스
- 그로우 업 무비 스타 - 애드리에나 매그스
- 누움미오크 - 토벤 베크 외 1명
- 더 폴링 - 아누샤 리즈비
- 템테이션 오브 세인트 토니 - 베이코 오운푸
- 바빌론의 아들 - 모하메드 알 다라지
- 밴드 명: 올 댓 아이 러브 - 야첵 보르추흐
- 미 투 - 안토니오 나아로
- 소던 디스트릭트 - 후안 카를로스 밸디비아

### 심사위원대상(월드시네마 다큐멘터리)
- 레드 채펄 - 매즈 브루거 수상
- 어 필름 언피니시드 - 야엘 허손스키
- 에너미 오브 더 피플 - 롭 렘킨 외1명
- Fix ME - Raed Andouni
- 히즈 앤 허 - 켄 워드롭
- 킥 인 이란 - 파티마 압둘라히안
- 집으로 가는 기차 - 리신 판
- 신스 오브 마이 파더 - 니콜라스 엔텔
- 러시안 레슨스 - 안드레이 네크라소브 외 1명
- 시크릿 오브 더 트라이브 - 호세 파딜라
- 스페이스 투어리스트 - 크리스찬 프레이
- 웨이스트 랜드 - 루시 워커

### 관객상(미국 드라마)
- 해피 땡큐 유 모어 프리즈 - 조쉬 래드너 수상

### 관객상(미국 다큐멘터리)
- 웨이팅 포 슈퍼맨 - 데이비스 구겐하임 수상

### 관객상(월드시네마 드라마틱)
- 그대 떠나면 - 하비에르 푸엔테스-레온 수상

### 관객상(월드시네마 다큐멘터리)
- 웨이스트 랜드 - 루시 워커 수상

### 관객상(베스트 오브 넥스트)
- 홈레커 - 토드 반스 외 1명

### 감독상(미국 드라마)
- 3 백야드 - 에릭 멘델손 수상

### 감독상(미국 다큐멘터리)
- 스매시 히스 카메라 - 레온 게스트 수상

### 감독상(월드시네마 드라마)
- 소던 디스트릭트 - 후안 카를로스 밸디비아 수상

### 감독상(월드시네마 다큐멘터리)
- 스페이스 투어리스트 - 크리스찬 프레이 수상

### 각본상(미국 드라마)
- 윈터스 본 - 데브라 그래닉 외 1명 수상

### 각본상(월드시네마)
- 소던 디스트릭트 - 후안 카를로스 밸디비아 수상

### 편집상(미국 다큐멘터리)
- 조앤 리버스: 어 피스 오브 워크 - 페넬로피 폴크 수상

### 편집상(월드시네마 다큐멘터리)
- 어 필름 언피니시드 - 조엘 알렉시스 수상

### 촬영상(미국 드라마)
- 옵셀리디아 - 잭 뮬리건 수상

### 촬영상(미국 다큐멘터리)
- 서약 - 로라 포이트러스 수상

### 촬영상(월드시네마 드라마틱)
- 더 맨 넥스트 도어 - 마리아노 콘 외 1명 수상

### 촬영상(월드시네마 다큐멘터리)
- 히즈 앤 허 - 케이트 맥컬러프 외 1명 수상

### 심사위원특별상(미국 드라마)
- 심퍼시 포 딜리셔스 - 마크 러팔로 수상

### 심사위원특별상(미국 다큐멘터리)
- 가스랜드 - 조쉬 폭스 수상

### 심사위원특별상(월드시네마 다큐멘터리)
- 에너미 오브 더 피플 - 롭 렘킨 외 1명 수상

### 심사위원상-국제단편
- 식스 달러 피프티 맨 - 마크 엘비스턴 외 1명 수상

### 알프레드 P. 슬로안 상
- 옵셀리디아 - 다이안 벨 수상